# Michael Bittins
Michael Bittins (* 1941 vermutlich in Berlin, Deutsches Reich) ist ein deutscher Filmproduzent und Produktionsleiter.

## Leben und Wirken
Der Sohn des Filmproduzenten und Produktionsleiter Alfred Bittins kam über Vermittlung des Vaters 1960 zum Film und begann dort als Produktionsassistent beim sechsteiligen Durbridge-Fernsehkrimi Es ist soweit, einem veritablen Straßenfeger. Im Anschluss daran wirkte er mehrere Jahre lang als Aufnahmeleiter, so 1962 bei dem Kinolustspiel Dicke Luft. An der Seite des Vaters debütierte Michael 1961 bei Am Sonntag will mein Süßer mit mir segeln gehen auch als Produktionsleiter, dennoch konnte er erst ab Mitte der 1960er Jahre, beginnend mit der ersten deutschen Science-Fiction-Serie Raumpatrouille, regelmäßig als Herstellungs- bzw. Produktionsleiter arbeiten.
In der Folgezeit betreute Bittins vor allem Fernsehproduktionen, darunter 1970 die ambitionierte und kontrovers diskutierte Mathias Kneißl-Verfilmung von Reinhard Hauff, aber auch die deutsch-britische Kinoproduktion Deep End aus demselben Jahr. In den 1980er Jahren war Michael Bittins überdies an der Produktion von Das Boot von Wolfgang Petersen beteiligt, mit dem er einige Jahre zuvor unter anderem bereits bei der Kriminalkomödie Vier gegen die Bank und dem Schachthriller Schwarz und weiß wie Tage und Nächte zusammengearbeitet hatte. Bittins produzierte aber auch die ersten drei Kinofilminszenierungen des ehemaligen Zeit-Kritikers Hans-Christoph Blumenberg. Seit den ausgehenden 1990er Jahren ist Bittins nicht mehr aktiv.

## Filmografie
als Produktionsleiter, Herstellungsleiter oder Filmproduzent
- 1961: Am Sonntag will mein Süßer mit mir segeln gehen
- 1965: Raumpatrouille
- 1966: Die Hinrichtung
- 1966: Das ganz große Ding
- 1967: Verräter (Mehrteiler)
- 1968: Die Tauben
- 1968–1974: Graf Yoster gibt sich die Ehre (Serie)
- 1969: Die Revolte
- 1970: Mathias Kneißl
- 1970: Deep End
- 1971: Offener Haß gegen unbekannt
- 1972: Monty Python’s Fliegender Zirkus (Unterhaltungsshow)
- 1973: Haus am Meer
- 1974: Die Eltern
- 1974: Tatort: Acht Jahre später
- 1975: Tatort: Wodka Bitter-Lemon
- 1976: Inspektion Lauenstadt (Serie)
- 1976: Vier gegen die Bank
- 1976: Ein Mann für Mama
- 1977: Planübung
- 1978: Schwarz und weiß wie Tage und Nächte
- 1981: Das Boot
- 1984: Tausend Augen
- 1985: Der Sommer des Samurai
- 1986: Abschiede
- 1987: Der Madonna-Mann
- 1991: Besuchszeit
- 1992: Mario und der Zauberer
- 1993: Schloß Hohenstein – Irrwege zum Glück (Serie)
- 1995: Orson Welles: The One-Man-Band (Dokumentarfilm)
- 1997: Der Kapitän (TV-Serie)
- 1998: Blutiger Ernst